# Ahkaiyikokakiniks
Ahkaiyikokakiniks ili Kaiitkokikinaks, White breasts, bili su jedna od bandi ili gensa sjevernoameričkih prerijskih Piegan Indijanaca, koje spominje američki antropolog Grinnell (1892) u Blackfoot Lodge Tales.